# ベーネン
ベーネン (ドイツ語: Bönen) は、ドイツ連邦共和国ノルトライン＝ヴェストファーレン州アルンスベルク行政管区のウナ郡に属す町村以下、本項では便宜上「町」と記述する）である。この町はルール地方からゾースター・ベルデ（ゾースト沃野）への移行部に位置している。

## 地理

### 位置
ベーネンは、大都市ハムの南、アウトバーン A2号線沿いに位置している。

### 隣接する市町村
北と東は郡独立市のハム、南は郡庁所在地のウナ、西はカーメンと境を接している。

### 自治体の構成
ベーネンは、アルテンベッゲ＝ベーネン、ブラマイ＝レニングゼン、フリーリヒ、ノルトベッゲ、オスターベーネン、ヴェスターベーネンの6地区からなる。

## 歴史

### 概要
集落研究家のアルベルト K. ヘムベルクによれば、「Boine」がカロリング朝以前の古い集落の地域の名称であった。この地域は10世紀にいくつかの農場に分割された。ベーネンは、古文書では Boynen、Boinen あるいは Boine とも表記されている。これらの表記は古ドイツ語の Bön、Bün あるいは Bühn に由来し、高い位置を表していた。ベーネンは1032年頃にヴェルデン修道院の財産目録に記述されている。
この町は、1899年にケーニヒスボルン炭鉱の第3坑（2年後には第4坑も）が設けられるまで、単なる農家の集まりであった。この町は鉱業によって、最盛期には人口2万人にまで発展した。坑道施設は1981年に閉鎖された。それ以後この町は構造改革の途上にある。町の北部には多くの新たな職場がある大規模な商工業地がある。

### 市町村合併
住宅地の混交が増えたことから、1951年4月1日にベーネンとアルテンベッゲが合併してアルテンベッフェ＝ベーネンが成立した。この町はアムト・ペルクムに属した。
1968年1月1日の自治体再編に伴い、アルテンベッゲ＝ベーネン、ノルトベッゲ、ヴェスターベーネン、オスターベーネン（以上はいずれもアムト・ペルクムに属した）およびブラマイ＝レニングゼン、フリーリヒ（ともにアムト・リーネルン）が合併して、新たな自治体ベーネンが誕生した。

## 住民

### 人口統計
Wegweiser-Kommune が公開している人口統計、社会統合、社会学分野のデータによれば、ベーネンの数値は以下の通りである。
- 18歳未満の比率: 17.9 %（2019年現在）
- 65歳以上の比率: 22.7 %（2019年現在）
- 外国人の比率: 12.1 %（2019年現在）
- 失業率（労働人口（15歳から64歳）に占める失業者の割合）: 5.3 %（2019年現在）

## 行政

### 議会
ベーネンの町議会は、32議席からなる。

### 首長
2015年9月の町長選挙でヴェルヴァーの会計官シュテファン・ローターリング（無所属）が 64.8 ％ の票を獲得して、SPD非所属で初めて町長に選出された。彼は2020年に2020年にも 69.88 ％ の支持票を得て再選された。

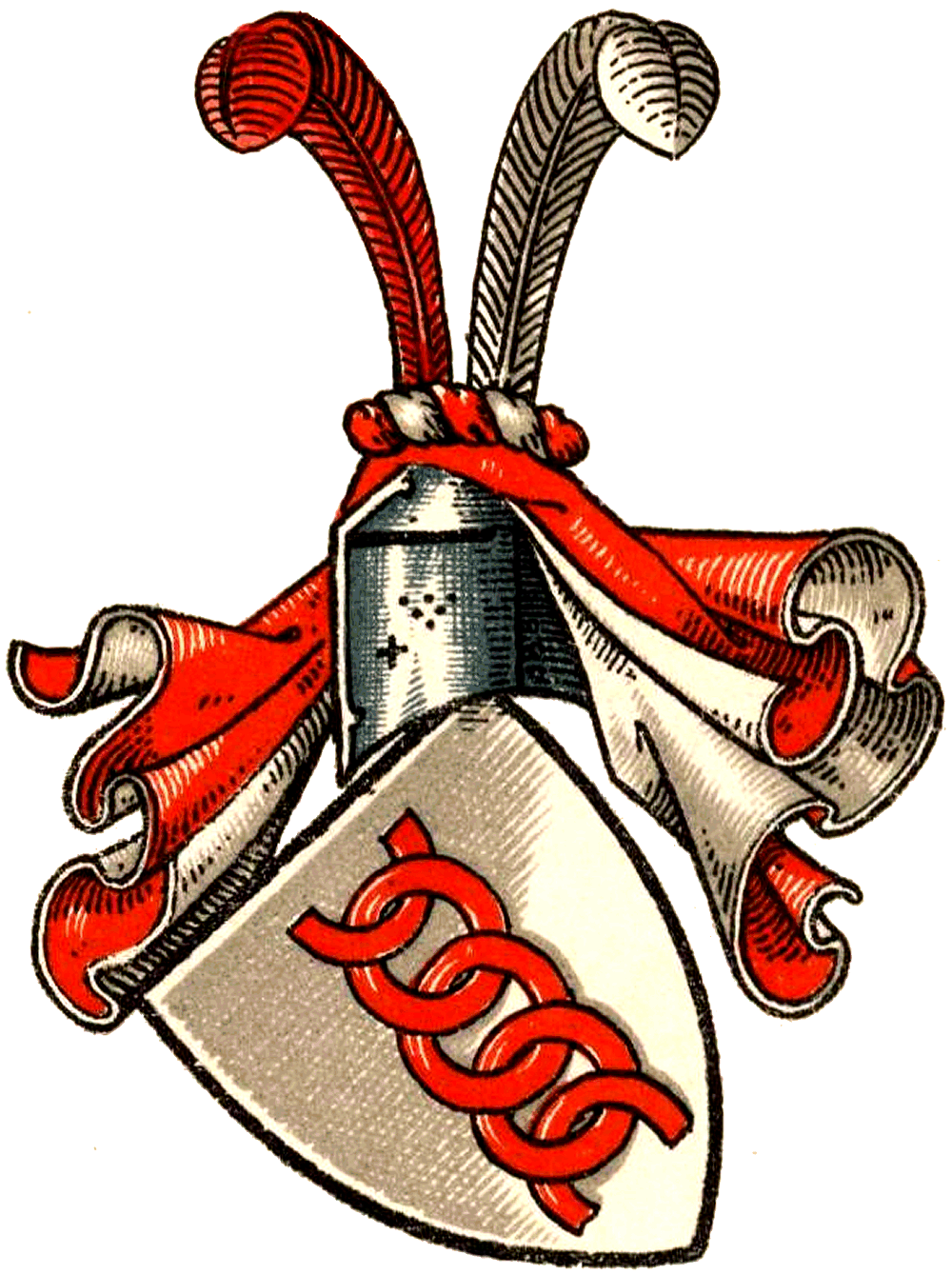
ベーネン家の紋章

### 紋章
ベーネンの紋章は、白い背景に「ハイレ」と呼ばれる赤い中世の伝統的な馬の鐙が描かれている。町の旗は赤-白で、紋章が描かれている。
この紋章は、ベーネン家の紋章に由来する。ベーネン家の紋章は、銀地に、赤い5つのリングからなり上下が外側に開いた鎖が描かれている。

### 姉妹自治体
ベーネンは以下の自治体と姉妹自治体関係にある
- ビリー＝モンティニー（フランス語版、英語版）（フランス、パ＝ド＝カレー県）
- トシェビニャ（ポーランド、マウォポルスカ県）

## 文化と見所

### 博物館
アルテ・ミューレ文化センターでは、音楽演奏や演劇公演の他に、主にこの地域で有名な芸術家の作品の展覧会が開催される。
地域的に緊密なウナ、カーメン、ハムでは数多くの文化イベントが開催される。ミュンスター、ゾースト、ドルトムントおよび境を接するルール地方はさらに多くの文化イベントの開催地である。ベーネンは、ミシャ・クーバルの光の芸術作品「イエロー・マーカー」によって文化プロジェクト「ヘルヴェーク - 光の道」に参加している。

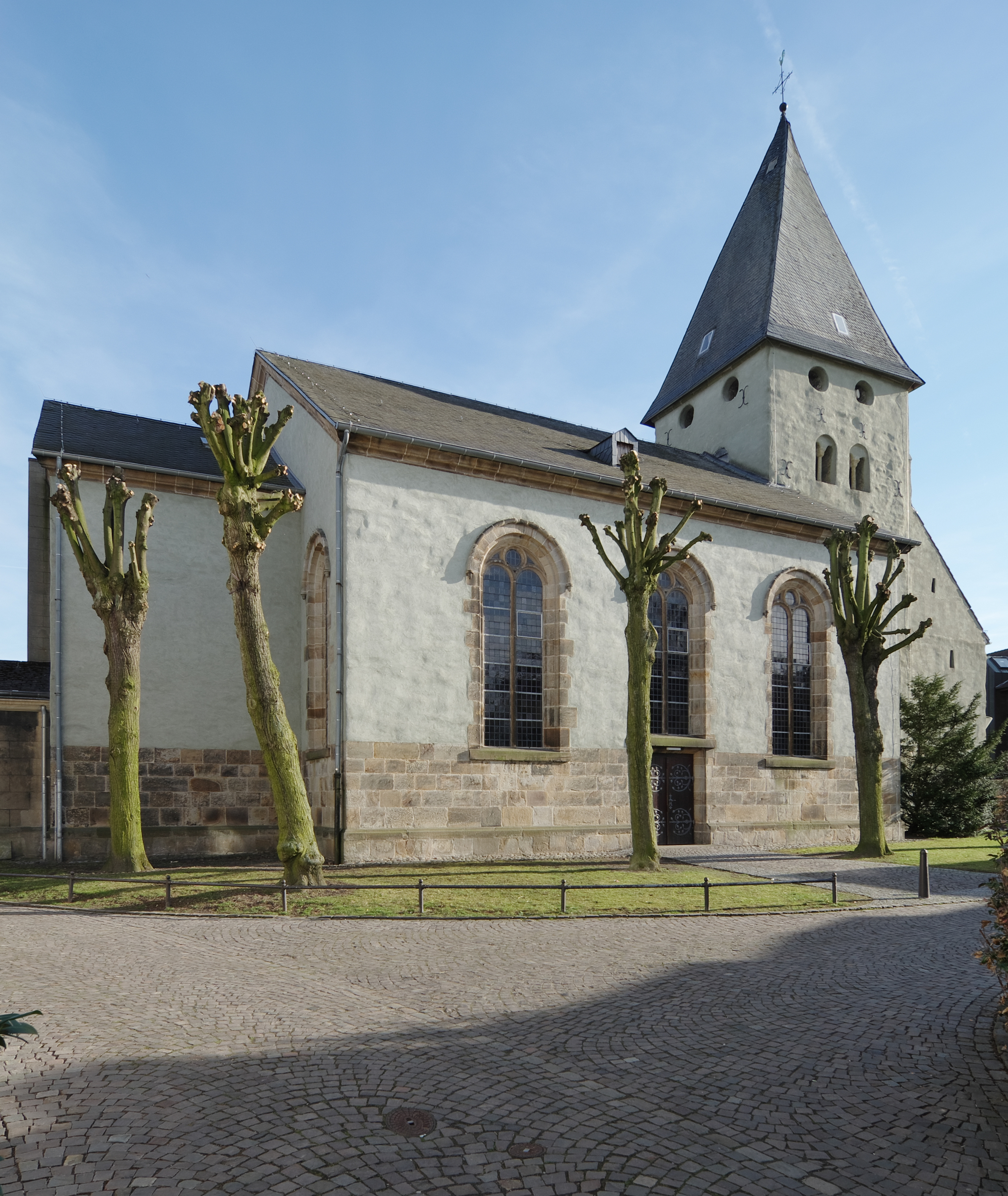
ベーネンのアルテ・キルヒェ

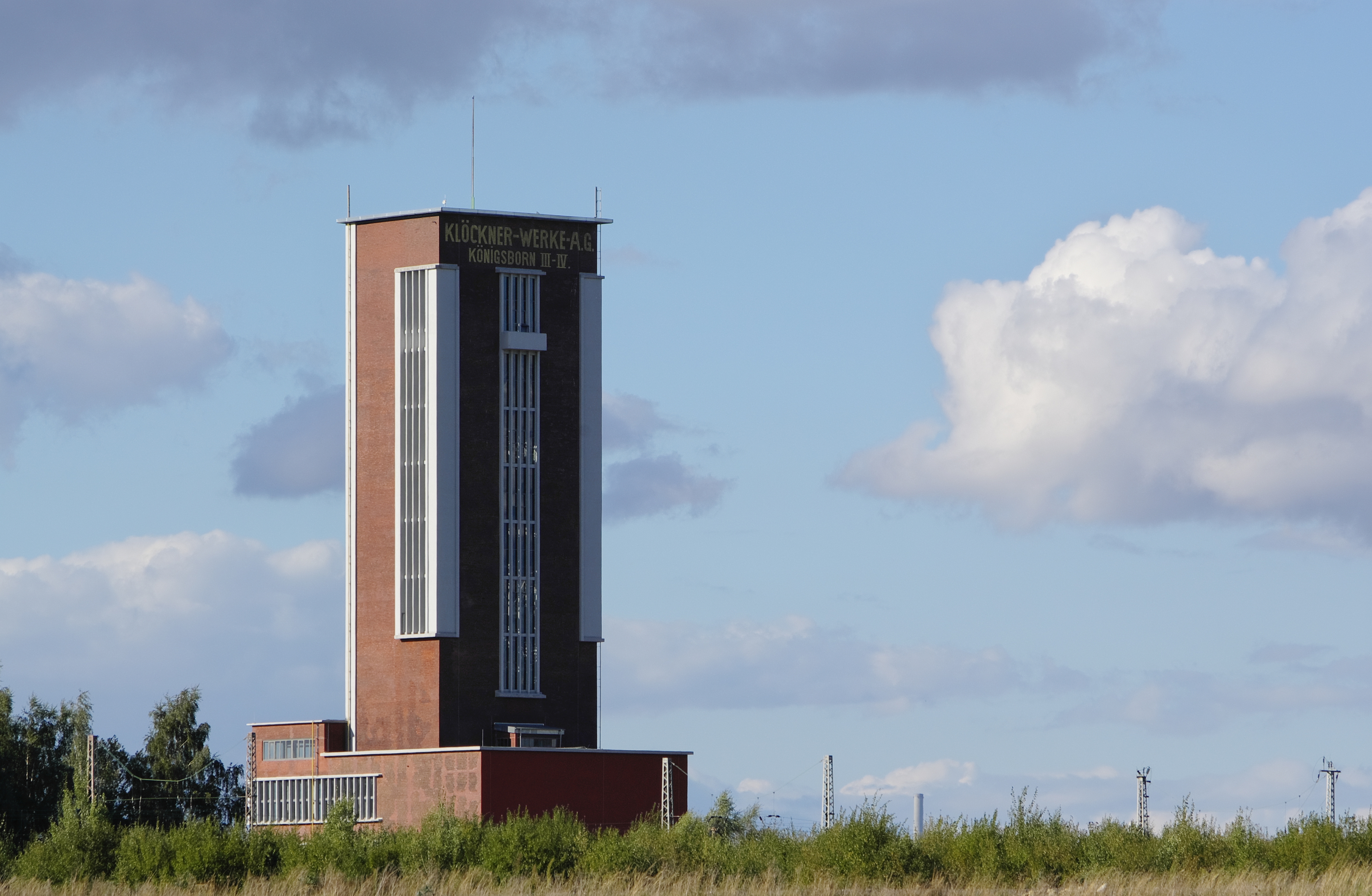
ケーニヒスボルン炭鉱第III/IV坑の竪坑櫓

### 建築
ベーネン町内に残る最も古い建物は、12世紀中頃に建設されたベーネン高台のアルテ・キルヒェ（古い教会）の塔である。中世後期には避難と防衛のための建築として利用されていた。教会の本堂は、初期ゴシック様式の教会が老朽化した後、19世紀半ばになって建設された。
ベーネンのもう1つの見どころがフリーリヒの中心部である。フリーリヒの中心点は12世紀後期に柔らかいアンレヒター砂岩で建設され、聖ミヒャエルに捧げられた福音主義の村の教会で、中世の典型的な木組建築がその周囲を円形に取り囲んでいる。教会の内部には1750年に造られた音響板を持つ八角形の説教壇がある。1826年まで埋葬地として利用されていた教会広場には普墺戦争（1866年）や普仏戦争（1870年 - 1871年）でのフリーリヒの犠牲者を追悼する戦没者記念碑が建立されている。近くのドルフ広場（直訳: 村の広場）には木組建築のパン焼き小屋がある。この建物にはパン窯の他に小さな郷土博物館が入居している。フリーリヒの中世風の景観は、たとえばバス停の木組建築の待合所や多くの農家の庭によって完成されている。
1860年にベーネンに風車が建設された。この建物は現在、保護文化財に指定されている。1969年に文化センターに拡充された。定期的な美術展や小規模なイベントの他にこの古い風車の塔の中には、結婚式のための部屋がある。
1981年に閉鎖されたケーニヒスボルン炭鉱の第III/IV坑の遺された唯一の建物が、建築家アルフレート・フィッシャーによって1929年に建設され、保護文化財に指定されている竪坑櫓である。高さ 60 m 以上のこの塔は、ベーネンの広い範囲から見られる象徴的建造物となっている。ミシャ・クーバルは1999年8月7日に光の芸術作品「イエロー・マーカー」の計画を発表した。この作品は塔の対角線上の2つの角から黄色い発光菅が夜を照らす。これにより、ベーネンの竪坑櫓は、ルール地方の文化工業地域の東のポールとなり、80 km 離れたカンプ＝リントフォルトのロッセンライ鉱山の同じようにイルミネーションを施された竪坑櫓がその西のポールとなる。
旧レニングゼン駅前に1995年から存在していたバラ園には「エリザベス＝ローズ」が植えられており、イギリス女王エリザベス2世がその初めてのドイツ訪問の際、1965年5月25日に女王特別列車内ではあるが、ここで1泊したことを記念していた。2009／2010年の冬にバラが枯れてしまったため、2010年春にバラ園が廃止された。2011年秋にレニングゼン利益共同体は、「ザ・クイーン・エリザベス・ローズ」を植えた新たなバラ園を造った。

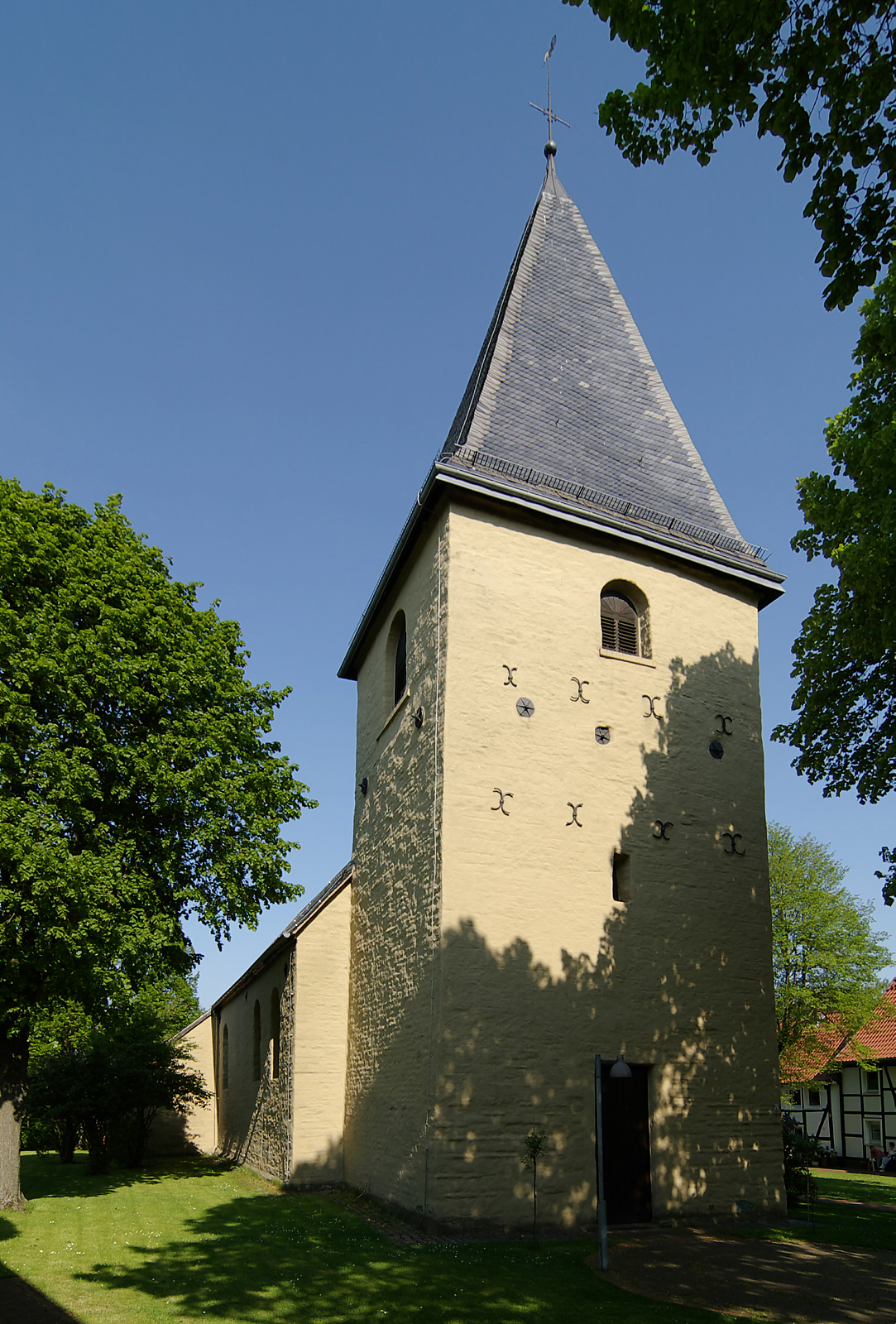
フリーリヒの福音主義教会
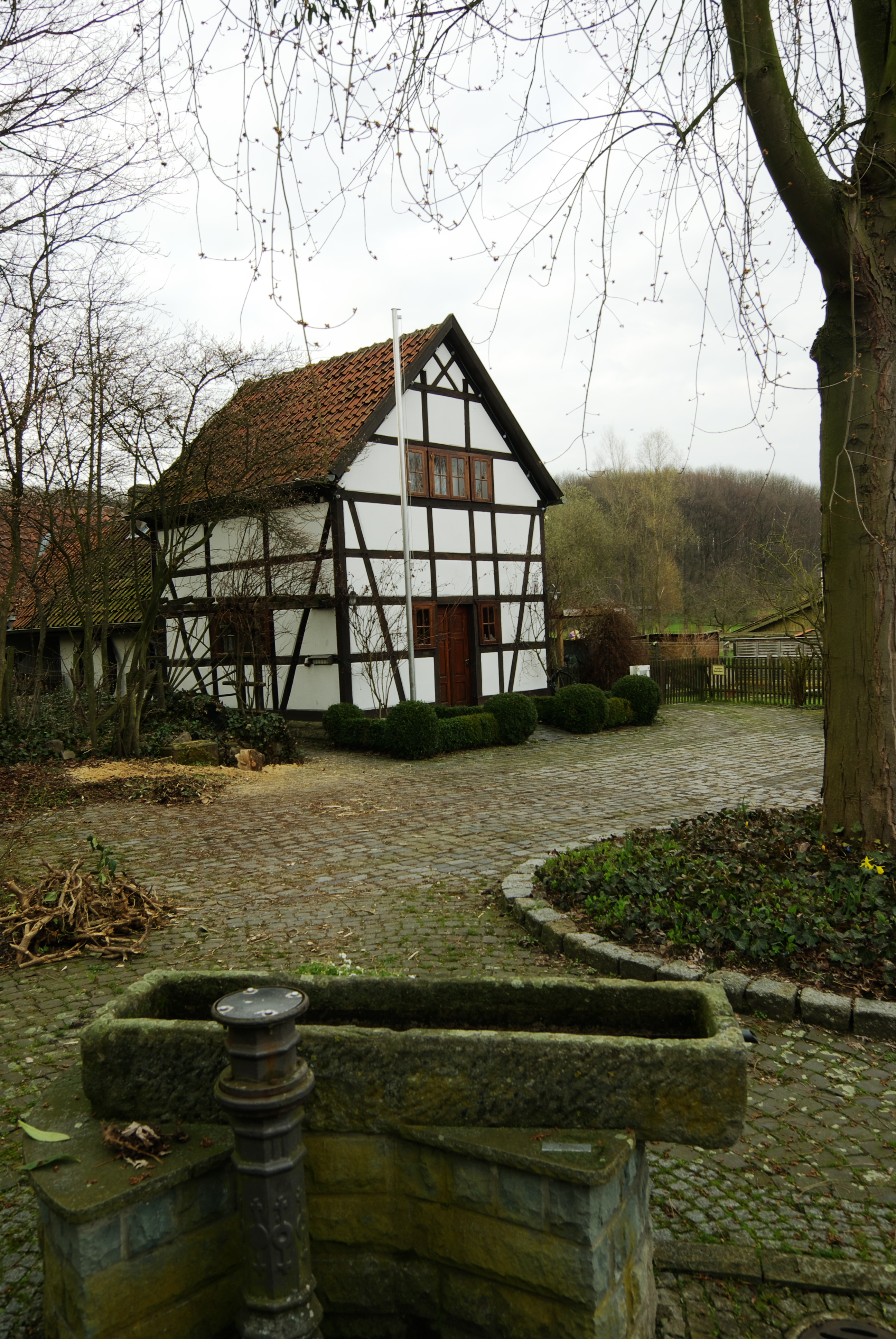
フリーリヒのパン焼き小屋
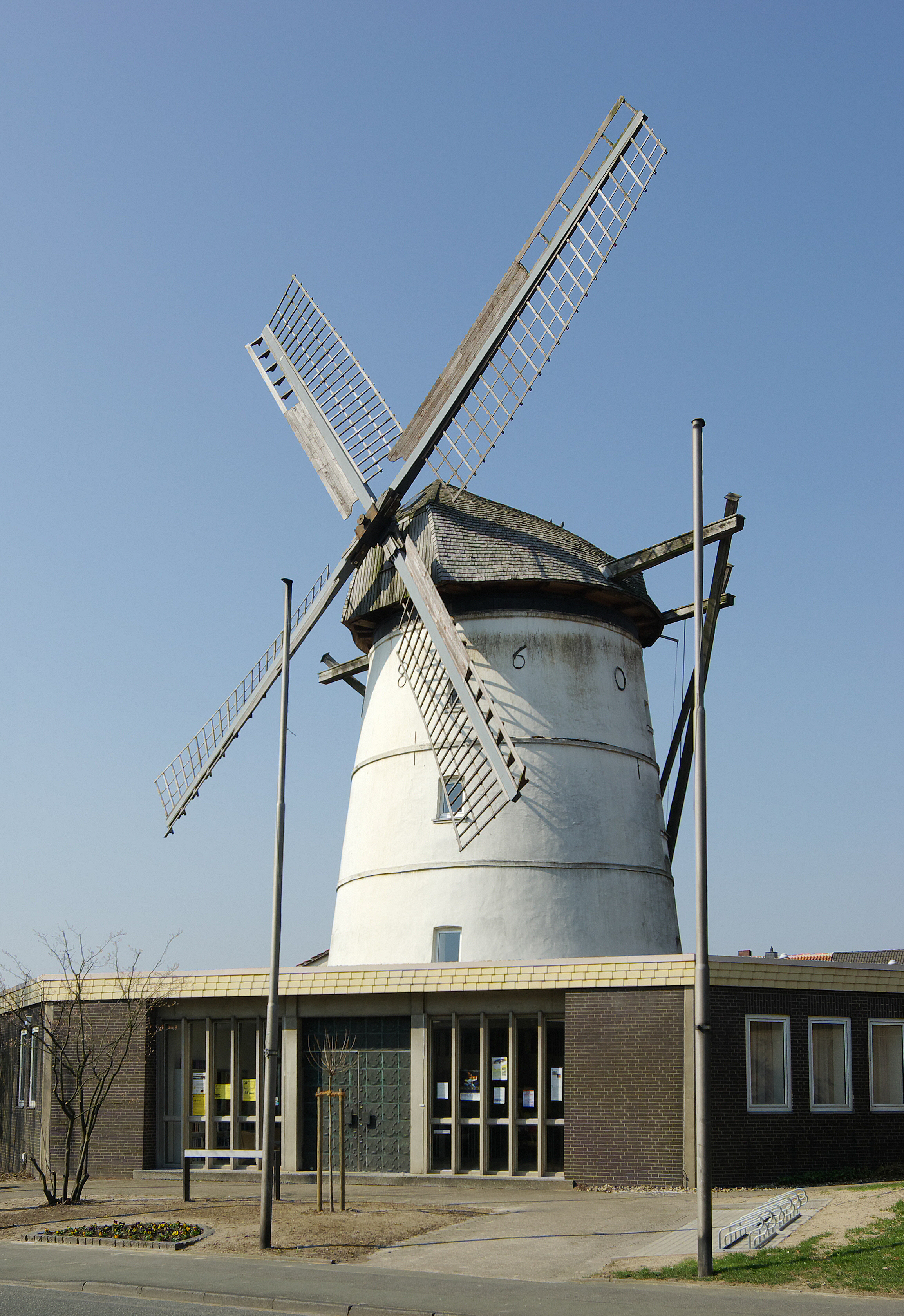
ベーネンの風車

### 公園
1992年、新たに形成された町の中心に、児童遊戯広場と池が造られた。2004年には、これにブール場が増設された。
ベーネン地区の南、ヴァルト・ジュートホルツ内に、大きな池と遊歩道網が整備されている。森の中の旧「トリム＝ディヒ＝プファート」（アスレチックコース）は継続的な破壊行為のために2005年に廃止された。

### 自然文化財

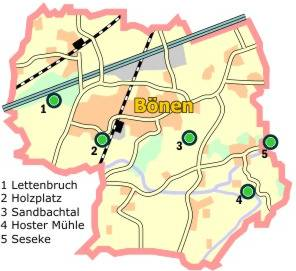
ベーネンの自然保護区

ベーネン町内には4つの自然保護区があり、その総面積は 132 ha である。西から東の順に、レッテンブルフ、ホルツプラッツ、ザントバッハタール、ホルスター・ミューレである。ゼゼケ自然保護区（郡独立市ハムの市域）は、ベーネンの東の町境に接している。
ベーネン最大の森が、一部が自然保護区に指定されているレッテンブルフである。この混交林の中央を連邦アウトバーン A2号線が通っている。
ハイリガー・アイヒスベルク: 町の東端にゲルマン人の祭祀場があった。ここでは、「聖なるオークの木」の下で犠牲が捧げられ、異教の神への礼拝が行われた。このオークは樹齢1000年以上とされている。現在もこの名がつけられた農場がヘレンヴェーク沿いにあり、「ヘクセンベルク」（直訳: 魔術師の山）として知られている。
ベーネン東部にザントバッハタール自然保護区がある。レールベルクの南斜面の森をザントバッハが流れるこの保護区は、平らなミュンスターラントと中低山地のザウアーラントとの自然の境界にあたるハールシュトラングを広く見渡すことができる。

### 躓きの石
芸術家グンター・デムニヒはナチ時代の犠牲者の最期の住居前の歩道にいわゆる「躓きの石」を設置し、犠牲者を追悼している。

## 経済と社会資本
ベーネンは、人口1人あたりの平均主要収入がウナ郡の中では低い自治体の1つである。州レベルで比較すると、2018年の平均可処分所得は、ノルトライン＝ヴェストファーレン州の396の市町村中372位に位置づけられている。ベーネンはドイツ全体でも収入の最も少ない町の1つに数えられる。

### 交通
ベーネン駅は、鉄道ハーゲン - ハム線の駅で、RE7 および RE13 の列車が利用できる。
| 路線番号 | 行程 | 運行間隔 |
| -------- | --- | -------- |
| RE 7     | ライン＝ミュンスター＝エクスプレス: ライネ - エムスデッテン - グレーヴェン - ミュンスター中央駅 - ミュンスター＝ヒルトルプ - ドレンシュタインフルト - ハム (ヴェストファーレン) 中央駅 - ベーネン - ウナ - ホルツヴィッケデ - シュヴェールテ - ハーゲン中央駅 - エネペタール (ゲーヴェルスベルク) - シュヴェルム - ヴッパータール＝オーバーバルメン - ヴッパータール中央駅 - ゾーリンゲン中央駅 - オプラーデン - ケルン・メッセ/ドイツ - ケルン中央駅 - ドルマーゲン - ノイス中央駅 - メーアブッシュ＝オステラート - クレーフェルト＝オップム - クレーフェルト中央駅 | 60分     |
| RE 13    | マース＝ヴッパー＝エクスプレス: フェンロー - カルデンキルヒェン - ブライエル - ボイスハイム - デュルケン - フィールゼン - メンヒェングラートバッハ中央駅 - ノイス中央駅 - デュッセルドルフ中央駅 - ヴッパータール＝ヴォーヴィンケル - ヴッパータール中央駅 - ヴッパータール＝バルメン - ヴッパータール＝オーバーバルメン - シュヴェルム - エネペタール (ゲーヴェルスベルク) - ハーゲン中央駅 - シュヴェールテ (ルール) - ホルツヴィッケデ - ウナ - ベーネン - ハム (ヴェストファーレン) 中央駅                                                                       | 60分     |

この他にノルトベッゲにも駅がある。これは鉄道ドルトムント - ハム線の駅である。
貨物交通に関しては、「アム・メルシュ」商工業地区でも鉄道が利用可能である。
ベーネンには1995年からアウトバーン A2号線のインターチェンジがある。すぐ近くにカーメン・ジャンクション（A1号線とA2号線）があることで、ベーネンは南北および東西の主要な交通軸に対して便の良い場所に位置している。
以下の州道 (L) がベーネンを通っている。
- L663: ドルトムントからカーメンのジュートカーメン市区およびヘーレン＝ヴェルヴェ市区を経由して、ベーネンのブラマイ＝レニングゼン地区およびフリーリヒ地区を通ってハム＝オスターフリーリヒ（ここで連邦道 B63号線に接続する）に向かう。
- L665: ハムのペルクム地区のB61号線からベーネンのノルトベッゲ地区およびアルテンベッゲ地区、カーメンのヘーレン＝ヴェルヴェ市区を経由してウナに至り、かつての B223号線、現在のL678号線に接続する。
- L667: アルテンベッゲのL665号線からベーネン＝ミッテ、オスターベーネンおよびハムのリーネルン市区、エントロプ市区を経由して、リッペタールでL822号線に接続する。
- 881: カーメナー街道 (L667) からブラマイ＝レニングゼン地区およびウナのヴェストヘンメルデ地区を経由して、フレンデンベルクのフローンハウゼン地区のL673号線に至る。

最寄りの空港は、約 20 km の距離にあるドルトムント空港である。

#### バス交通
公共旅客近郊交通による地区間の接続は、バス路線またはタクシーバスにより運行されている。
ベーネンにはシティーラインが1路線あり (C91)、ベーネンの様々な地区を結んでいる。
- C91: ベーネンとベーネンの多くの地区とを結び、カーメンのヘーレン地区を終点としている。平日に30分間隔で運行している。

ウナ郡交通会社 (VKU) が直接運行しているわけでない他の路線として、192、194、195がある。
- 192: ベーネンとベーネンの地区であるレニングゼン、ブラマイ、フリーリヒとを結んでいる。
- 194: ベーネンとウナのケーニヒスボルンとを結んでいる。
- 195: ベーネンとウナのケーニヒスボルンとを結んでいる。

VKUが直接運行するタクシーバス路線がある。この路線はVKUに予約した場合のみ運行される。
- T93: オスターベーネンとベーネンとを結ぶ。

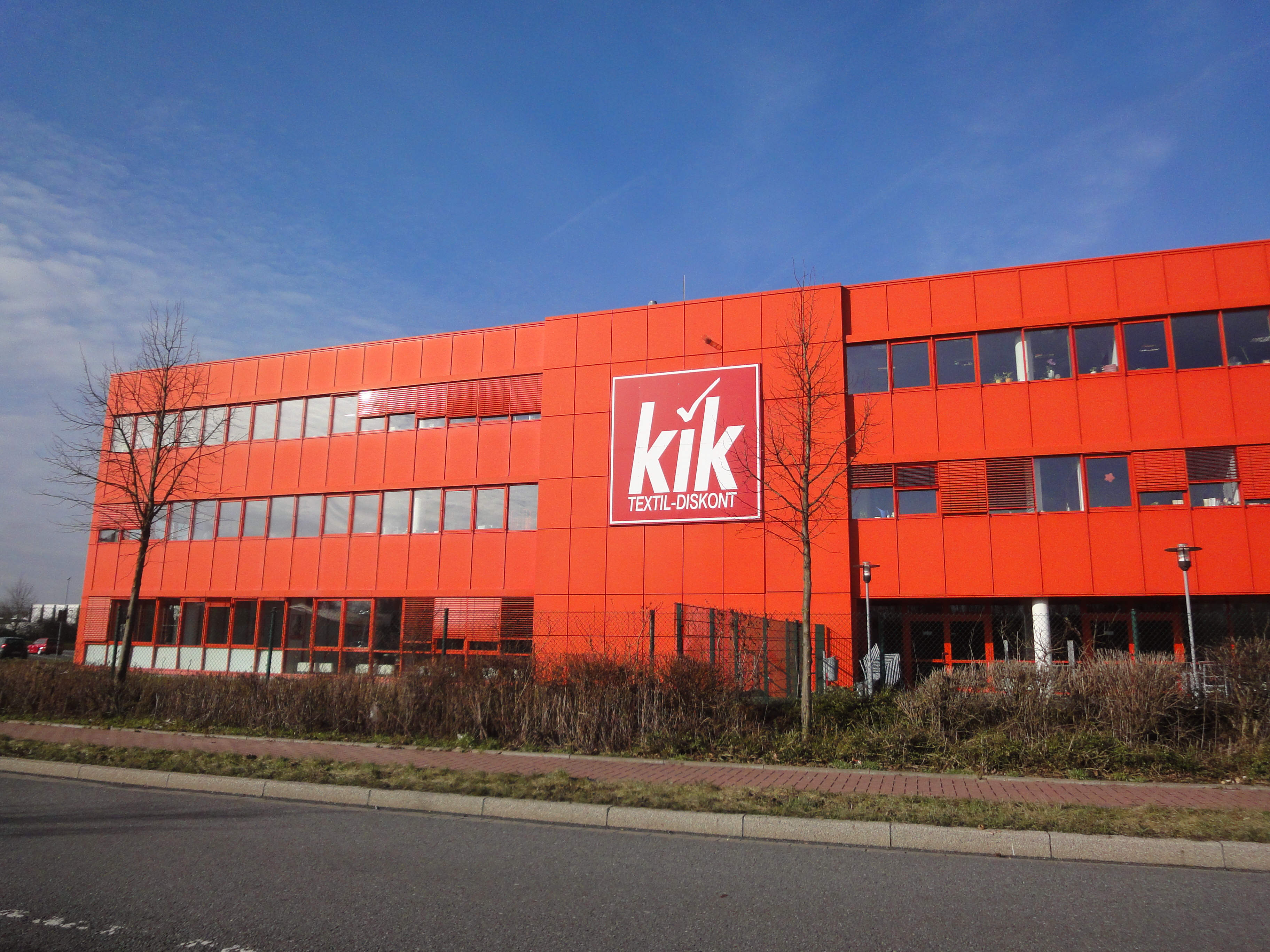
ヴェスターベーネンのKiK社

### 地元企業
- 小売チェーン「ヴォールヴォルト」は1992年にアム・メルシュ商工業地区に「ディストリビューション・センター」と呼ばれるドイツおよびオーストリアへ向けて中心的に流通・商品供給を行う倉庫施設を建設した。2009年にヴォールヴォルト・ドイチュラントが倒産した後、この倉庫は空き家となっている。
- テキスタイル販売チェーン「KiK（ドイツ語版、英語版）」はアム・メルシュ商工業地区のジーメンス通りに流通センターおよびヨーロッパセンターを置き、本社をベーネンに移転した。KiKベーネン中央倉庫から、ドイツ全土のKiK支社に商品が供給されている[15]。
- 2001年7月1日に、ローベルト＝ボッシュ通りに「アールホフ飼料製造」の生産工場が完成した。
- 2005年11月1日、食品の質と安全性を改善するための「バイオ＝セキュリティ」管理センターがアム・メルシュ商工業地区に設けられた。
- 2006年11月、ホーム用品チェーン「ヘルヴェーク」はルードルフ＝ディーゼル通り工業地区に中央倉庫を開設した。
- 農業技術の会社「GEA ファーム・テクノロジー」の近くに、その他の中規模な会社が集まっており、集合することの利点を活用している。
- 1998年から存在しており、ゴシック、ウェーブ、インディペンデントシーンに特化したレコード会社「Équinoxe レコード」はベーネンを拠点としている。
- 2001年にオープンした「ヴェルザー・プロファイル」は商工業地区に、第3の生産拠点を置いている（従業員数 850人）[16]。

### メディア
ローカルな日刊紙は「ヴェストフェリシェ・アンツァイガー」である。ベーネンでは、ローカル・ラジオ局「アンテネ・ウナ」と「ラジオ・リッペヴェレ・ハム」が放送されている。

### 公共施設

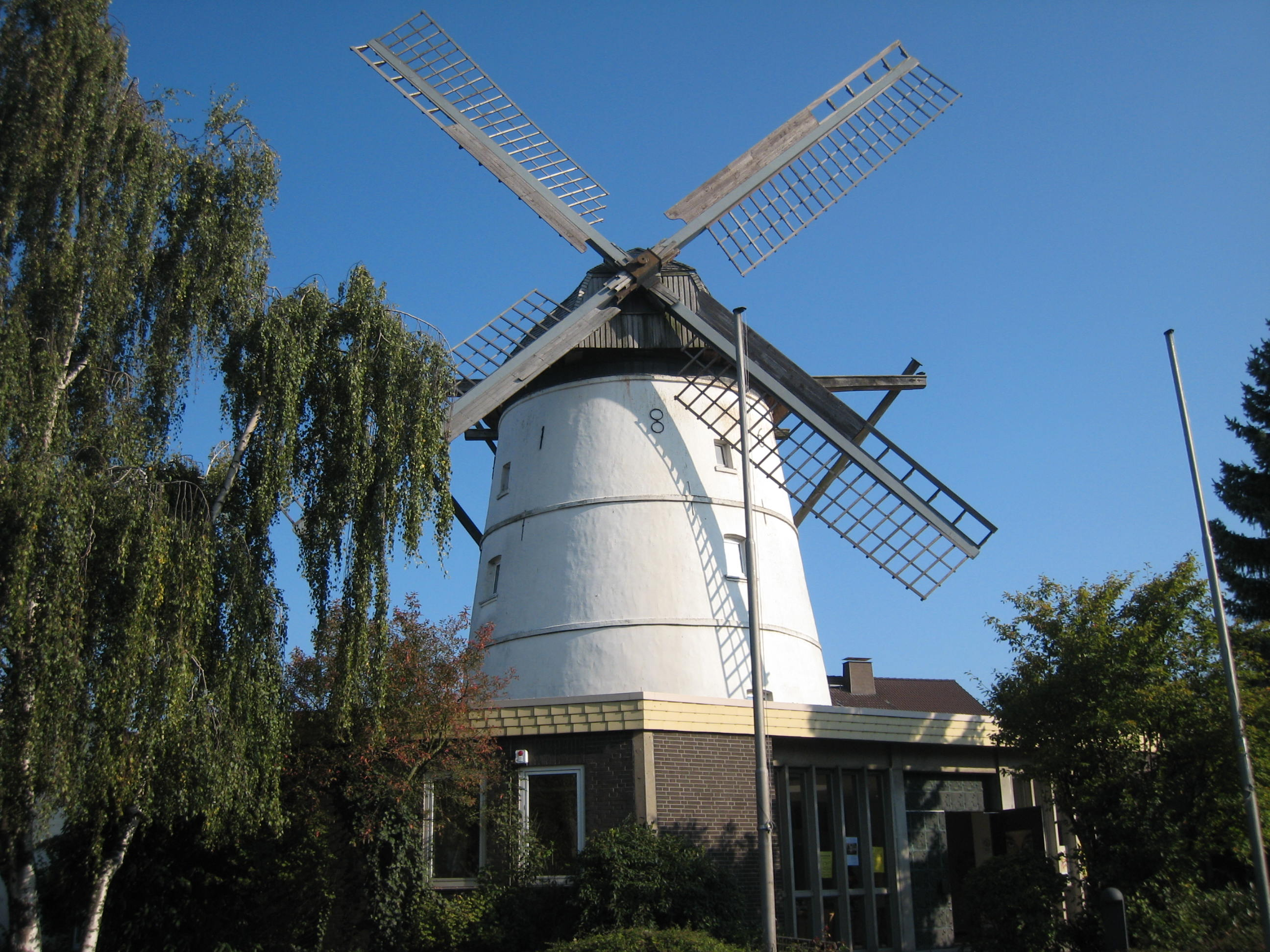
ベーネンのアルテ・ミューレ文化センター

- ベーネン町立図書館
- ベーネン地区の青年センター「ゴー・イン」

### 教育
- ゲーテシューレ（基礎課程学校）アルテンベッゲ
- ヘルヴェークシューレ（基礎課程学校）ベーネン
- フンボルト実科学校、ベーネン
- マリー＝キュリー＝ギムナジウム、ベーネン
- ペスタロッツィシューレ（本課程学校）ベーネン
- 市民大学、ベーネン地区のアルテ・ミューレ文化センターに入居している。

### 消防団
ベーネン消防団は2つの消防隊からなる。
- 第1消防隊　アルテンベッゲ＝ベーネンの大部分とノルトベッゲを担当
- 第2消防隊　アルテンベッゲ＝ベーネンの一部、ブラマイ＝レニングゼン、フリーリヒ、オスターベーネン、ヴェスターベーネンを担当

さらに青年消防団も存在する。
ベーネン消防団は4箇所に消防署を有している。第1消防隊はノルトベッゲとベーネン・ミッテ、第2消防隊はオスターベーネンとレニングゼンにある。
ベーネン消防団は合計15台の車両を有している（第1消防隊 10台、第2消防隊 5台）。
ベーネンの救急搬送は、カーメン消防団が行っている。

### 医療
5院の一般医の他に、様々な専門医院（眼科、婦人科、耳鼻咽喉科、小児科、整形外科、歯科）およびホメオパシー医療の医院がある。より高度な医療提供は、近隣のカーメン、ウナ、ハムの病院で行われている。

## 人物

### 出身者
- フリッツ・ヴィンター（1905年 -　1976年）画家。戦後最も重要な抽象画家の一人に数えられる。
- オットー・ルトトロプ（ドイツ語版、英語版）（1939年 -　2017年）サッカー選手、指導者

### ゆかりの人物
- フランク・ファーレンホスト（ドイツ語版、英語版）（1977年 -　）サッカー選手。VfKノルトベッゲおよびSpVggベーネンのジュニアチームに所属した。

## 関連図書
- Gemeinde Bönen, ed (1980). Bönen – Erinnerungen in Bildern bis 1968. Meinerzhagen: Verlagshaus Kämper
- Wilhelm Schulze-Marmeling (1984). Es begann vor 100 Jahren – Sparkasse Bergkamen-Bönen. Bönen: Druckerei Kettler
- Barbara Börste; Karl Dittrich (2007). Zeitsprünge Bönen. Erfurt: Sutton Verlag. ISBN 978-3-86680-141-7
- Barbara Börste (2017). Gemeinde Bönen 1968–2018. Werne: Regio Verlag